# Fakultät für Ingenieurwissenschaften Terrassa
Folgende Verbesserungen wären gut:

Querlesen und entscheiden, ob in Universitat Politècnica de Catalunya einbaubar --Crazy1880 20:44, 27. Jun. 2010 (CEST)
Die Fakultät für Ingenieurwissenschaften Terrassa (Escola d'Enginyeria de Terrassa, EET) ist eine öffentliche Fakultät ansässig in Terrassa (Barcelona) Spanien und gehört zur Universitat Politècnica de Catalunya (UPC). Die EET bietet 8 unterschiedliche Studiengänge an, wofür aktuell 1500 Studierende eingeschrieben sind.
Die EET befindet sich im Campus Terrassa der UPC.

## Studiengänge
Die an der EET angebotene Studiengänge (Abschlüsse) sind abgestimmt mit dem Europäischen Hochschulraum und decken verschiedene Wissensgebiete ab:
Industrieingenieurwesen:
- Diplom in Elektrotechnik
- Diplom in Industrielle Elektronik und Regelungstechnik
- Diplom in Maschinenbau
- Diplom in Technische Chemie / Verfahrenstechnik
- Diplom in Textil und Entwurfsplanung
- Diplom in "Industrial Design Product Development Engineering"

Nachrichtentechnik:
- Diplom in Audiovisuelle Systemtechnik

Masters:
- Master Textil-, Papier- und Graphikingenieur

## Geschichte
Die Fakultät gibt es seit August 1901, seit Februar 1902 ist man in der Lehre aktiv. Am Anfang trug die Fakultät den Namen" Escuela Superior de Industrias de Tarrassa" (Industrie Hochschule Terrassa) wo die folgenden Gebiete gelehrt wurden: Ingenieurwissenschaften, Angewandte Ingenieurwissenschaften und Grundausbildung für Arbeitskräfte. Ursprünglich wurde die Fakultät gegründet, um die Bedürfnisse der in Terrassa ansässigen Textilindustrie zu befriedigen. Dieser Industriezweig erreichte seinen Höhepunkt der Entwicklung im 19ten Jahrhundert mit der Erfindung der Dampfmaschine. Zunächst war die Fakultät in der Topete Straße 4 angesiedelt aber schon 1904 zog sie in die Colom Straße 1 um, wo sie bis heute ansässig ist. Das Fakultätsgebäude stammt aus der Epoche "Modernisme Catala". Eine Ausstellung stellte in diesem Jahr Höhepunkt der angewandten Kunst dar. Im Jahr 1943 wurde das Gebäude Eigentum der Regierung und behielt ihre lehrende Funktion.
Die Lehre im Bereich des seit 1906 angebotenen Textilingenieurs ist immer charakteristisch gewesen für die "Fakultät für Ingenieurwesen Terrassa" und wurde im Laufe der Zeit zu zusätzlichen Diplome erweitert. Andere Felder des Ingenieurwesen wurden ebenfalls unterrichtet: Chemie, Mechanik, Elektrotechnik und Elektronik.

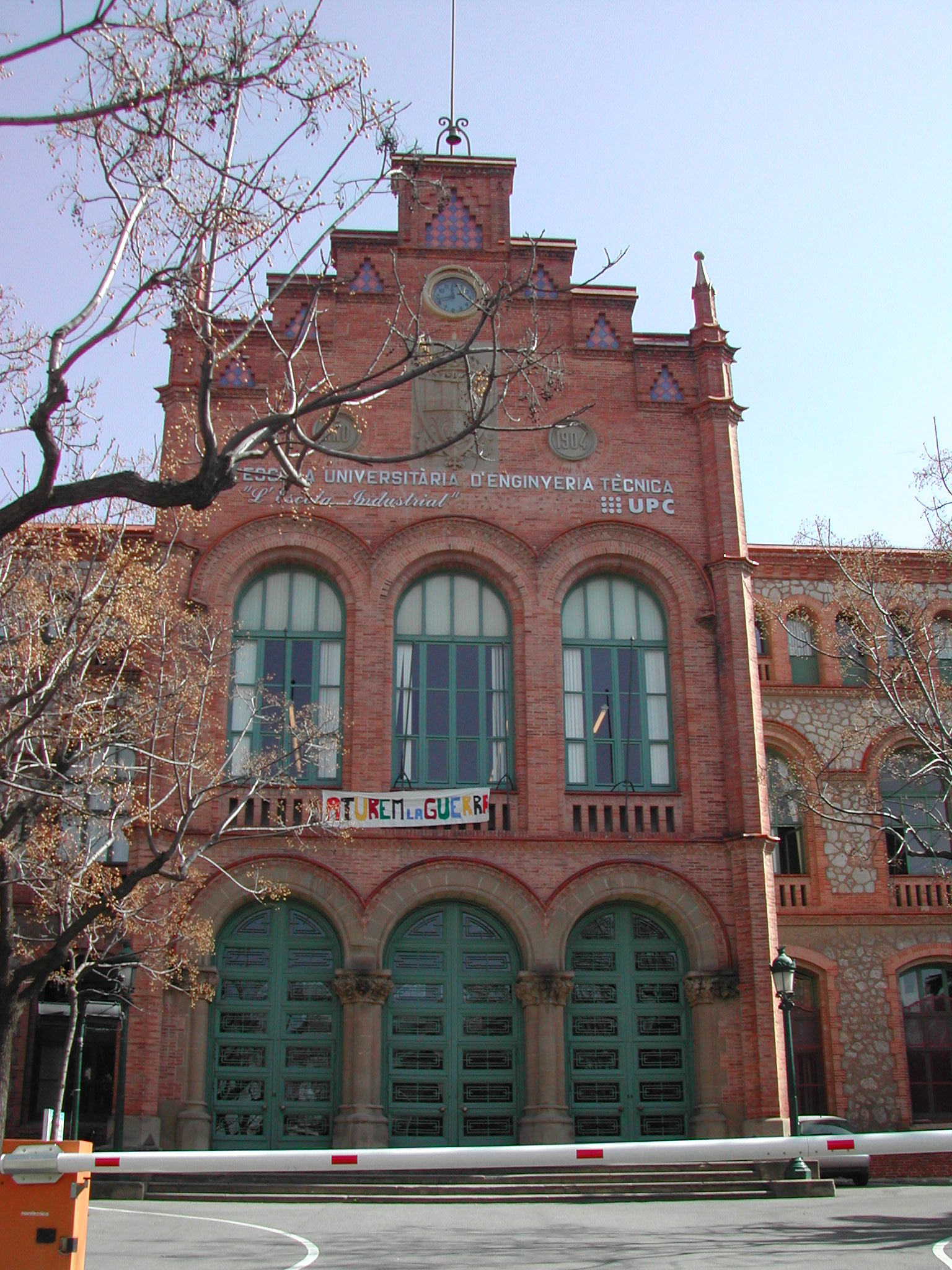
Ansicht des Haupteingangs

Im Jahre 1962 wurde das Ingenieurwesen vom Bereich der höher bildenden Schulausbildung getrennt und die Lehrtätigkeit begann an der Escuela Técnica Superior de Ingenieros Industriales (Technische Hochschule für Industrieingenieurwissenschaften) in der Colom Straße 1. Seit 1972 gehört die Fakultät zur Universitat Politècnica de Barcelona, welche später zur Universitat Politecnica de Catalunya (UPC) wurde.

## Ein Gebäude aus der Epoche der Modernisme Català
Das Gebäude der Fakultät ist eines der ersten Werke von Lluís Muncunill und zeigt den Einfluss eines historischen Stils. Das isolierte zweistöckige Gebäude mit Parterre schließt in einer U-Form einen Innenhof ein.
Die Haupthalle, welche direkt den Zugang zu den Klassenzimmern darstellt, die Bibliothek und andrer Räume werden über Stahlsäulen gestützt. Auch ein Porträt des Gründers der Fakultät Alfonso Salonsa ist zu finden. Bemerkenswert an der Hauptfassade sind Stufen, die zum Haupteingang führen und für beide seitliche Abschnitte.

## Lage
Die EET am Campus Terrassa besteht aus TR1 (Hauptgebäude), TR2 (hinteres Gebäude) und TR3 (seitliches Gebäude), der Haupteingang zu TR1 ist in der Colom Straße 1 zu finden.
Der Campus der Universitat Politècnica de Catalunya liegt im Zentrum von Terrassa. Er hat eine gute Anbindung zur Stadt Barcelona und ihren Randgebieten (Regionalbahnen RENFE, FGC und das städtische Busnetz). Am Campus werden sowohl Vordiplomlehrgänge, Aufbaustudiengänge (Masters) und Doktorprogramme angeboten.